# Батерст, Чарльз, 1-й виконт Бледислоу

Герб Чарльза Батерста

Его Превосходительство Достопочтенный Чарльз Ба́терст, 1-й виконт Бледислоу (англ. Charles Bathurst; 21 сентября 1867 — 3 июля 1958) — британский государственный и политический деятель. Генерал-губернатор Новой Зеландии (1930—1935).

## Биография
Образование получил в колледже Итона, колледже, а затем университете Оксфорда. В 1890—1910 занимался юридической практикой. Барристер.
Был избран депутатом палаты общин Великобритании от британской консервативной партии. Был вице-министром продовольствия.
В 1917 стал пэром, бароном Бледислоу. В 1924 — вице-министр сельского хозяйства и рыболовства. В 1926 стал членом Тайного совета Великобритании.
С 1930 по 1935 год занимал пост генерал-губернатора Новой Зеландии. Инициатор заключения договора между европейцами-жителями Новой Зеландии и маори. За счёт собственных средств финансировал покупку территории, на которой был в 1880 был подписан договор Вайтанги, положившим основу созданию государства Новая Зеландия. Позже передал их в собственность Доминиона, где в 1934 году там была создана резервация.
После возвращения в Англию, стал 1-м виконтом Бледислоу.